# Os Rosales
Os Rosales es un grupo folklórico gallego creado en Asados (Rianjo) en 1951. Fue formado por Xosé Romero (conocido como el gaitero de Asados) en gaita gallega,  junto a otros músicos. Pasaría a la historia por ser liderado por Xosé y su esposa, Maruxa Miguens.

## Historia
En 1940 el joven Xosé Romero forma el grupo Aires da nosa terra junto a Ramón Carou en gaita, Alfonso Romero en bombo y Vicente Carou en tambor.
En 1950, Xosé Romero debe hacer el servicio militar y el grupo interrumpe su actividad. Poco después, deciden volver a los escenarios con un nuevo nombre: Os Rosales.
Xosé y Alfonso Romero permanecieron en el grupo hasta 1962, pero los demás integrantes fueron cambiando, debido a circunstancias como las migraciones y el servicio militar. En dicho año, Alfonso sufre un accidente y debe abandonar el grupo. Dado que el grupo tenía compromisos asumidos, se suma a la formación la esposa de Xosé, Maruxa Miguens, que ya participaba en algunos ensayos.En un comienzo, esta incorporación fue motivo de controversias, ya que no era común que una mujer conformase una banda de gaitas.
En ese momento, Os Rosales quedó conformado por Xosé Romero y Tomás de Bexo en gaitas, Maruxa Miguéns en bombo y canto y Eloy Franco en tambor. Sin embargo, en 1963 Pepe, el primer hijo de Xosé y Maruxa de tan solo 6 años de edad, hace su primera participación en el grupo como gaitero. En 1966 se incorpora con el tambor. 
En 1972, entra al grupo el segundo hijo de los Romero, Mario, en gaita. Por último, en 1983 se incorpora como gaitera Sandra Romero.
El grupo continuó en actividad hasta 2003.

## Giras
A lo largo de los años y a medida que crecía la reputación de Xosé Romero como intérprete y compositor de gaita, Os Rosales se convirtió en una referencia del folclore gallego.
En sus décadas de actividad, recorrieron Galicia y Asturias. Además tuvieron presentaciones en otras zonas de España, como Madrid, Sevilla, Barcelona.También viajaron a Portugal y Bélgica.

## Discografía
- Lembrando
- De foliada en San Pedro de Vila (1996)